# Allium lepsicum
Allium lepsicum — вид квіткових рослин з підродини цибулевих (Allioideae). Ендемік Казахстану.